# Jîdîciîn, Kiverți
Jîdîciîn (în ucraineană Жидичин) este localitatea de reședință a comunei Jîdîciîn din raionul Kiverți, regiunea Volînia, Ucraina.

## Demografie
Componența lingvistică a localității Jîdîciîn
     Ucraineană (98,28%)
     Rusă (1,65%)
     Alte limbi (0,07%)
Conform recensământului din 2001, majoritatea populației localității Jîdîciîn era vorbitoare de ucraineană (98,28%), existând în minoritate și vorbitori de rusă (1,65%).